# 2201 Oljato
A 2201 Oljato (ideiglenes jelöléssel 1947 XC) egy földközeli kisbolygó. Henry L. Giclas fedezte fel 1947. december 12-én.